# Préparation pour la matinée
Préparation pour la matinée est un tableau peint par Edmund Tarbell en 1907. Il mesure 116 cm de haut sur 90 cm de large. Il est conservé au Musée d'art d'Indianapolis.